# ویلهلم وت
ویلهلم وت (دانمارکی: Vilhelm Vett; ۳۱ دسامبر ۱۸۷۹ – ۳ دسامبر ۱۹۶۲) قایقران قایق بادبانی اهل دانمارک بود.